# Lycosa mackenziei
Lycosa mackenziei là một loài nhện trong họ Lycosidae.
Loài này thuộc chi Lycosa. Lycosa mackenziei được Frederick Henry Gravely miêu tả năm 1924.